# Optimum climatico dell'Olocene
L'optimum climatico dell'Olocene fu un periodo caldo protrattosi all'incirca tra 9 000 e 5 000 anni fa, con un picco termico massimo attorno a 8 000 anni fa. Viene a volte indicato anche semplicemente come Optimum climatico, oppure con altre designazioni quali Altitermale, Ipsotermico o periodo caldo del medio Olocene.
Il periodo caldo fu poi seguito da una graduale diminuzione della temperatura protrattasi fino a circa 2 000 anni fa.
Nella classificazione di Blytt-Sernander la cronozona associata a questo periodo è l'Atlantico.

## Effetti su scala globale

Variazioni della temperatura dell'Olocene in base a differenti ricostruzioni. Il periodo più recente è a destra.

Durante l'optimum climatico dell'Olocene, la temperatura aumentò fino a 4 °C vicino al Polo Nord; nella parte settentrionale della Siberia centrale ci furono inverni da 3 a 9 °C più caldi e estati con 2-6 °C in più. Al riscaldamento dell'Europa nordoccidentale si contrappose invece un raffreddamento dell'Europa meridionale. Mentre le temperature estive dell'emisfero boreale erano più calde, i Tropici e l'emisfero australe erano più freddi della media.
Le variazioni di temperatura sembrano ridursi rapidamente al diminuire della latitudine, tanto che non si riscontrano praticamente oscillazioni della temperatura media alle basse e medie latitudini. Le scogliere marine tropicali mostrano infatti variazioni di temperatura inferiori a 1 °C; la temperatura superficiale dell'oceano nella Grande barriera corallina 5 350 anni fa era di circa 1 °C più calda di quella attuale e con una percentuale di 18O più alta dello 0,5 per mille rispetto ai valori attuali.
In 120 siti dell'Artico occidentale sui 140 studiati, ci sono chiare evidenze di condizioni più calde. In 16 siti, dove è stato possibile ottenere stime quantitative, le temperature medie erano più alte di circa 1,6±0,8 °C rispetto a quelle attuali. La parte nordoccidentale del Nord America subì per prima l'incremento termico tra 11 000 e 9 000 anni fa, mentre sulla parte continentale del paese si estendeva ancora il Ghiacciaio Laurentide. Nella parte nordorientale del Nord America il picco di calore arrivò 4 000 anni più tardi. Lungo la piana costiera artica dell'Alaska ci sono indicazioni di temperature estive più alte di 2–3 °C rispetto a quelle odierne. Gli studi indicano anche che l'estensione del ghiaccio marino era inferiore a quella attuale.
Nelle regioni attualmente desertiche dell'Asia centrale c'era una estesa copertura forestale favorita da un più elevato livello di precipitazioni, mentre la cintura forestale umida della Cina e del Giappone si estendeva verso nord.
Nei sedimenti dell'Africa occidentale sono registrate le evidenze di un Periodo umido africano, un intervallo di tempo compreso tra 16 000 e 6 000 anni fa, quando le precipitazioni in Africa erano molto più abbondanti. Il periodo fu provocato da un rafforzamento del monsone africano causato da un aumento dell'irraggiamento estivo, derivante da variazioni di lungo periodo dell'orbita della Terra attorno al Sole. Questo verdeggiante Sahara era costellato di numerosi laghetti nei quali viveva una fauna tipicamente africana di coccodrilli e ippopotami. I sedimenti marini indicano che la transizione tra il periodo umido e quello arido avvenne in qualche decennio, e non in tempi più lunghi come precedentemente ipotizzato. Si ritiene che gli insediamenti umani abbiano giocato un ruolo significativo nell'alterazione della vegetazione del Nordafrica attorno a 8 000 anni fa, in conseguenza della domesticazione degli animali. L'introduzione degli animali addomesticati contribuì alla rapida transizione verso le condizioni di aridità trovate in molte aree del Sahara.
Nella parte più meridionale dell'emisfero australe (Nuova Zelanda e Antartide), il periodo più caldo dell'Olocene si situa tra 10 500 e 8 000 anni fa, subito dopo la fine dell'ultimo periodo glaciale. A partire da 6 000 anni fa, cioè il periodo tipicamente associato all'optimum climatico dell'Olocene nell'emisfero boreale, l'emisfero australe non registrò le variazioni climatiche evidenziate in quello settentrionale. Alcuni autori usano tuttavia l'espressione "optimum climatico dell'Olocene" anche in riferimento alla precedente fase di innalzamento termico australe.

## Confronto tra le carote di ghiaccio

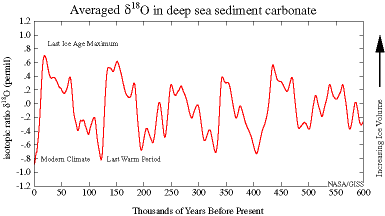
Andamento del δ^{18}O in carbonati di foraminiferi presenti in sedimenti di mare profondo nell'arco di tempo da 0-600000 anni fa.

Un confronto tra i profili del delta-O-18 nelle carote di ghiaccio perforate alla stazione Byrd in Antartide (carota di 2164 m del 1968) e Camp Century, nella Groenlandia nordoccidentale, mostrano evidenze di un optimum climatico post glaciale. I punti di correlazione indicano che in queste due località l'optimum climatico dell'Olocene (o post glaciale) avvenne all'incirca nello stesso periodo. Una simile correlazione è evidenziata anche dai carotaggi Dye 3 1979 e Camp Century 1963 relativamente a questo periodo.
La cappa di ghiaccio Hans Tausen nella Terra di Peary (Groenlandia settentrionale) è stata perforata nel 1977 fino alla profondità di 325 m. La carota conteneva diversi strati di ghiaccio fusi indicando che in quest'area non c'è ghiaccio risalente all'ultima glaciazione; questo significa che la cappa di ghiaccio di questa zona all'estremo limite settentrionale della Terra, si fuse completamente nel periodo di optimum climatico post glaciale e che si ricostituì quando il clima si raffreddò nuovamente circa 4 000 anni fa.
Dal profilo del delta-O-18 risulta che la cappa di ghiaccio Renland, nello Scoresby Sund, è sempre stata separata dal ghiaccio continentale e tuttavia le oscillazioni del delta-O-18 presenti nelle carote Camp Century 1963 si ritrovano anche nelle carote Renland 1985. La carota di ghiaccio Renland della Groenlandia orientale, lunga 325 m, copre un intero ciclo glaciale dall'Olocene fino al precedente interglaciale Eemiano.

## Cicli di Milanković

I cicli di Milanković.

L'evento climatico è stato probabilmente collegato ai ciclici cambiamenti dell'orbita della Terra noti come cicli di Milanković, che avevano già provocato la fine dell'ultima era glaciale.
In base a questi calcoli, l'effetto avrebbe dovuto raggiungere il suo massimo nell'emisfero boreale circa 9 000 anni fa, quando l'inclinazione dell'asse della Terra era di 24° e il nostro pianeta si trovò al perielio, cioè il punto di minima distanza dal sole, durante l'estate boreale. Il forcing orbitale dovrebbe aver fornito circa lo 0,2% di maggior radiazione solare, corrispondenti a +40 W/m2, sull'emisfero settentrionale contribuendo così all'aumento della temperatura.

## Altri cambiamenti
Anche se non si evidenziano variazioni significative della temperatura nella maggior parte delle zone a basse latitudini, sono tuttavia registrati altri cambiamenti climatici come un aumento della piovosità in Africa, Australia e Giappone e condizioni quasi desertiche negli Stati Uniti d'America medio-occidentali. Le aree attorno al bacino dell'Amazzonia mostrano aumenti della temperatura e condizioni più asciutte.